# 로버트 랜싱 (국무장관)

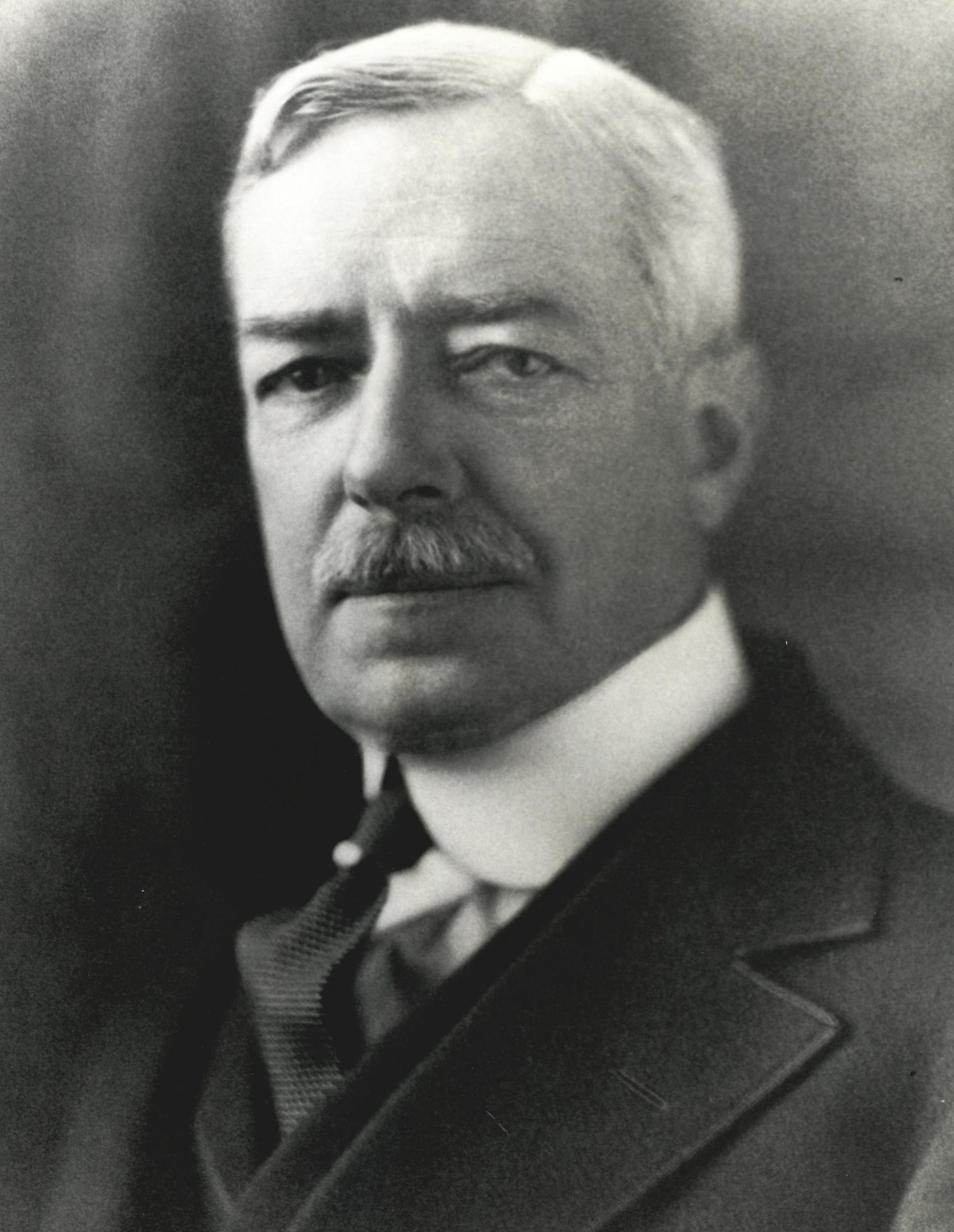

로버트 랜싱(Robert Lansing, /ˈlænsɞŋ/, 1864년 10월 17일 – 1928년 10월 30일)은 미국의 변호사이자 외교관으로, 제1차 세계 대전이 발발할 때 국무부 참사관으로 일했으며 이후 우드로 대통령 밑에서 미국의 국무장관을 역임했다. 윌슨(1915년부터 1920년까지). 보수적인 친기업 민주당원이었던 그는 민주주의와 국제법 제정에 있어서 미국의 역할을 강력하게 옹호했다. 그는 독일 독재와 러시아 볼셰비즘의 명백한 적이었다. 미국이 전쟁에 참여하기 전에 랜싱은 바다의 자유와 중립국의 권리를 열렬히 옹호했다. 그는 나중에 미국의 제1차 세계 대전 참전을 옹호했고, 1917년 일본과 랜싱-이시이 협정을 협상했으며, 1919년 파리에서 미국 평화 협상 위원회의 위원이었다. 그러나 윌슨은 랜싱이 개인적으로 비밀리에 하우스 대령을 수석 외교 정책 고문으로 삼았다. 베르사유 조약의 대부분에 반대했으며 윌슨주의 자결 원칙에 회의적이었다.